# 全巧民
全巧民（1938年—2019年10月11日），中国秦腔表演艺术家，国家非物质文化遗产秦腔项目传承人，一级演员，易俗社第十四期学生。